# Tuor e Idril
Tuor Eladar e Idril Celebrindal são personagens fictícios do legendarium de J. R. R. Tolkien, ambientado na Terra Média. Eles são os pais de Eärendil, o Marinheiro, e avós de Elrond, o Meio-elfo. Por meio de seus descendentes, tornam-se ancestrais dos Númenorianos e do rei do Reino Reunificado, Aragorn Elessar. Ambos desempenham papéis centrais em A Queda de Gondolin [en], uma das primeiras histórias de Tolkien, que serviu de base para um trecho de O Silmarillion e foi publicada como obra independente em 2018.
O casamento de Tuor e Idril é um dos três únicos entre Homens e Elfos nas obras de Tolkien. Estudiosos compararam Tuor a Odisseu da mitologia grega e a Eneias da mitologia romana, enquanto a história de Idril foi associada às de Cassandra e Helena de Troia.

## História fictícia

Mapa esquemático de Beleriand na Primeira Era. A cidade de Gondolin, de Tuor, está no centro superior.

Tuor Eladar, também conhecido como Ulmondil ("O Abençoado de Ulmo"), é o protagonista de A Queda de Gondolin. Ele é um grande herói da Terceira Casa dos Homens na Primeira Era da Terra Média, filho único de Huor e Rían e primo do trágico  Túrin Turambar. Huor morre protegendo a retirada de Turgon, rei de Gondolin, na Batalha das Lágrimas Incontáveis, a Nírnaeth Arnoediad. Rían, sem notícias do marido, entra em desespero e vagueia pelo deserto. Ela é acolhida pelos Elfos-cinzentos locais e, antes do fim do ano, dá à luz Tuor. Contudo, entrega o filho aos cuidados dos Elfos e morre no túmulo verde e solitário, o Monte dos Mortos, no local da batalha.
Tuor é criado pelos Elfos nas cavernas de Androth, nas Montanhas de Mithrim, na região de Hithlum em Beleriand, levando uma vida difícil e cautelosa. Aos dezesseis anos, o líder dos Elfos, Annael, decide partir, mas o grupo é dispersado durante a marcha. Tuor é capturado pelos Easterlings, Homens enviados pelo Senhor do Escuro Morgoth, que oprimem cruelmente os poucos habitantes remanescentes da região. Após três anos de servitude sob Lorgan, o Easterling, Tuor escapa e retorna às cavernas.
Por quatro anos, vive como foras-da-lei, sem encontrar uma saída de Dor-lómin, cercada por montanhas. Ele elimina muitos Easterlings em suas jornadas, e seu nome se torna temido. Enquanto isso, o Vala Ulmo, Senhor das Águas, toma conhecimento do sofrimento de Tuor e o escolhe para levar uma mensagem de alerta a Turgon, senhor da cidade oculta de Gondolin. Pelo poder de Ulmo, uma nascente perto da caverna de Tuor transborda, e, seguindo o riacho, ele atravessa Dor-lómin até as montanhas de Ered Lómin. Guiado por dois Elfos enviados por Ulmo,  Gelmir e Arminas, Tuor passa pelo Portão dos Noldor até Nevrast, tornando-se o primeiro Homem a alcançar as costas do Grande Mar, Belegaer. Dali, é conduzido por sete cisnes até as antigas moradas de Turgon em Vinyamar.
Em Vinyamar, Tuor encontra armas e armaduras nas ruínas e conhece o próprio Ulmo à beira-mar. Ulmo o designa como seu mensageiro e ordena que busque Turgon em Gondolin, dando-lhe o Elfo Voronwë como guia. Voronwë conduz Tuor pelas encostas meridionais de Ered Wethrin, e eles avistam brevemente Túrin, primo de Tuor, perto dos Poços de Ivrin, o único momento em que seus caminhos se cruzam. Após uma árdua jornada no inverno rigoroso, chegam à cidade oculta de Gondolin. Tuor transmite o aviso de Ulmo de que Morgoth descobriu a existência de Gondolin e está prestes a destruí-la, mas Turgon recusa-se a abandonar a cidade.
Tuor permanece em Gondolin e se apaixona por Idril Celebrindal, filha única de Turgon, cuja mãe, Elenwë, morreu cruzando o gelo do norte, Helcaraxë, durante o retorno dos Elfos de Valinor. Diferentemente da primeira união entre Elfos e Homens, a de Lúthien e Beren, o casamento de Tuor e Idril é permitido sem dificuldades. A união é celebrada com grande alegria, pois Turgon passou a apreciar Tuor. Ele nomeia Tuor líder da Casa da Asa do Cisne, uma das doze casas de Gondolin. Turgon também recorda as últimas palavras de Huor, que profetizaram que uma "estrela" surgiria de sua linhagem e da de Turgon para redimir os Filhos de Ilúvatar (Elfos e Homens) de Morgoth. No entanto, o casamento desperta a ira de Maeglin, sobrinho influente de Turgon, que desejava Idril para si. Maeglin desobedece à ordem de Turgon de permanecer nas montanhas e é capturado por Orcs durante uma expedição para coletar recursos. Morgoth promete a Maeglin tanto Gondolin quanto Idril em troca da localização da cidade oculta. Desconfiada do comportamento de Maeglin, Idril constrói um passagem secreta para fora de Gondolin.
Durante o saque de Gondolin, Tuor protege Idril e seu filho único, Eärendil, dos Orcs e de Maeglin, que ameaça matar a criança jogando-a do muro da cidade. Após derrotar Maeglin, Tuor lidera um grupo de sobreviventes de Gondolin pela passagem secreta. Nas alturas das montanhas, encontram um Balrog, que Glorfindel, chefe da Casa da Flor Dourada, enfrenta e derrota. Eles chegam ao estuário das Bocas do Sirion, onde Tuor e seu povo vivem por algum tempo, fundando uma cidade na Ilha de Balar.
Ansiando pelo mar, Tuor constrói o navio Eärramë ("Asa do Mar") e, com Idril, navega para o Oeste. Os Elfos e Homens de Beleriand acreditam que ambos chegaram a Valinor, desafiando a Proibição dos Valar que impedia mortais de entrar nas Terras Imortais, e que Tuor, único entre os Homens, foi tratado como Elfo. Eärendil herda de Idril a Pedra Élfica Elessar, uma gema verde mágica que concede poderes de cura a quem a toca. A pedra é passada aos descendentes até chegar a Aragorn no final da Terceira Era, conforme narrado em O Senhor dos Anéis. Ao se tornar rei, Aragorn adota o nome Elessar.
- Ilustrações de Tom Loback [en], 2007

Ilustrações de en, 2007
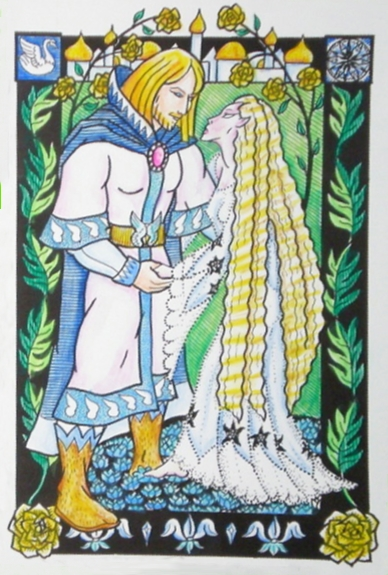
O casamento de Tuor e Idril.
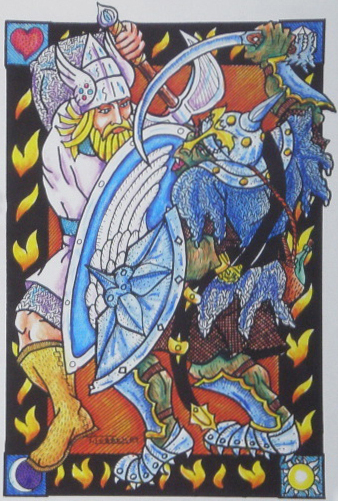
Batalha por Gondolin: Tuor mata o Orc Othrod.

### Árvore genealógica
| Finwë  | Finwë  | Finwë     | Finwë     | Finwë                        | Finwë                        |                              |                              | Indis                        | Indis                        | Indis                                    | Indis    | Indis    | Indis    |          |          |                   |                   | Casa de Hador     | Casa de Hador     | Casa de Hador     | Casa de Hador     | Casa de Hador | Casa de Hador |                    |                    |                    |                    | Casa de Bëor       | Casa de Bëor       | Casa de Bëor | Casa de Bëor | Casa de Bëor | Casa de Bëor |           |           |                   |                   | Thingol           | Thingol           | Thingol           | Thingol           | Thingol | Thingol |         |         | Melian  | Melian  | Melian  | Melian  | Melian | Melian |
| Finwë  | Finwë  | Finwë     | Finwë     | Finwë                        | Finwë                        |                              |                              | Indis                        | Indis                        | Indis                                    | Indis    | Indis    | Indis    |          |          |                   |                   | Casa de Hador     | Casa de Hador     | Casa de Hador     | Casa de Hador     | Casa de Hador | Casa de Hador |                    |                    |                    |                    | Casa de Bëor       | Casa de Bëor       | Casa de Bëor | Casa de Bëor | Casa de Bëor | Casa de Bëor |           |           |                   |                   | Thingol           | Thingol           | Thingol           | Thingol           | Thingol | Thingol |         |         | Melian  | Melian  | Melian  | Melian  | Melian | Melian |
|        |        |           |           |                              |                              |                              |                              |                              |                              |                                          |          |          |          |          |          |                   |                   |                   |                   |                   |                   |               |               |                    |                    |                    |                    |                    |                    |              |              |              |              |           |           |                   |                   |                   |                   |                   |                   |         |         |         |         |         |         |         |         |        |        |
|        |        | Fingolfin | Fingolfin | Fingolfin                    | Fingolfin                    | Fingolfin                    | Fingolfin                    |                              |                              | Anairë                                   | Anairë   | Anairë   | Anairë   | Anairë   | Anairë   |                   |                   | Galdor            | Galdor            | Galdor            | Galdor            | Galdor        | Galdor        |                    |                    |                    |                    | Barahir            | Barahir            | Barahir      | Barahir      | Barahir      | Barahir      |           |           |                   |                   |                   |                   |                   |                   |         |         |         |         |         |         |         |         |        |        |
|        |        | Fingolfin | Fingolfin | Fingolfin                    | Fingolfin                    | Fingolfin                    | Fingolfin                    |                              |                              | Anairë                                   | Anairë   | Anairë   | Anairë   | Anairë   | Anairë   |                   |                   | Galdor            | Galdor            | Galdor            | Galdor            | Galdor        | Galdor        |                    |                    |                    |                    | Barahir            | Barahir            | Barahir      | Barahir      | Barahir      | Barahir      |           |           |                   |                   |                   |                   |                   |                   |         |         |         |         |         |         |         |         |        |        |
|        |        |           |           |                              |                              |                              |                              |                              |                              |                                          |          |          |          |          |          |                   |                   |                   |                   |                   |                   |               |               |                    |                    |                    |                    |                    |                    |              |              |              |              |           |           |                   |                   |                   |                   |                   |                   |         |         |         |         |         |         |         |         |        |        |
| Elenwë | Elenwë | Elenwë    | Elenwë    | Elenwë                       | Elenwë                       |                              |                              | Turgon                       | Turgon                       | Turgon                                   | Turgon   | Turgon   | Turgon   |          |          |                   |                   | Huor              | Huor              | Huor              | Huor              | Huor          | Huor          |                    |                    |                    |                    | Beren              | Beren              | Beren        | Beren        | Beren        | Beren        |           |           |                   |                   |                   |                   |                   |                   |         |         | Lúthien | Lúthien | Lúthien | Lúthien | Lúthien | Lúthien |        |        |
| Elenwë | Elenwë | Elenwë    | Elenwë    | Elenwë                       | Elenwë                       |                              |                              | Turgon                       | Turgon                       | Turgon                                   | Turgon   | Turgon   | Turgon   |          |          |                   |                   | Huor              | Huor              | Huor              | Huor              | Huor          | Huor          |                    |                    |                    |                    | Beren              | Beren              | Beren        | Beren        | Beren        | Beren        |           |           |                   |                   |                   |                   |                   |                   |         |         | Lúthien | Lúthien | Lúthien | Lúthien | Lúthien | Lúthien |        |        |
|        |        |           |           |                              |                              |                              |                              |                              |                              |                                          |          |          |          |          |          |                   |                   |                   |                   |                   |                   |               |               |                    |                    |                    |                    |                    |                    |              |              |              |              |           |           |                   |                   |                   |                   |                   |                   |         |         |         |         |         |         |         |         |        |        |
|        |        |           |           | Idril                        | Idril                        | Idril                        | Idril                        | Idril                        | Idril                        |                                          |          |          |          |          |          | Tuor              | Tuor              | Tuor              | Tuor              | Tuor              | Tuor              |               |               |                    |                    | Nimloth            | Nimloth            | Nimloth            | Nimloth            | Nimloth      | Nimloth      |              |              |           |           |                   |                   | Dior              | Dior              | Dior              | Dior              | Dior    | Dior    |         |         |         |         |         |         |        |        |
|        |        |           |           | Idril                        | Idril                        | Idril                        | Idril                        | Idril                        | Idril                        |                                          |          |          |          |          |          | Tuor              | Tuor              | Tuor              | Tuor              | Tuor              | Tuor              |               |               |                    |                    | Nimloth            | Nimloth            | Nimloth            | Nimloth            | Nimloth      | Nimloth      |              |              |           |           |                   |                   | Dior              | Dior              | Dior              | Dior              | Dior    | Dior    |         |         |         |         |         |         |        |        |
|        |        |           |           |                              |                              |                              |                              |                              |                              |                                          |          |          |          |          |          |                   |                   |                   |                   |                   |                   |               |               |                    |                    |                    |                    |                    |                    |              |              |              |              |           |           |                   |                   |                   |                   |                   |                   |         |         |         |         |         |         |         |         |        |        |
|        |        |           |           |                              |                              |                              |                              |                              |                              |                                          |          |          |          |          |          |                   |                   |                   |                   |                   |                   |               |               |                    |                    |                    |                    |                    |                    |              |              |              |              |           |           |                   |                   |                   |                   |                   |                   |         |         |         |         |         |         |         |         |        |        |
|        |        |           |           |                              |                              |                              |                              |                              |                              | Eärendil                                 | Eärendil | Eärendil | Eärendil | Eärendil | Eärendil |                   |                   |                   |                   |                   |                   | Elwing        | Elwing        | Elwing             | Elwing             | Elwing             | Elwing             |                    |                    |              |              |              |              |           |           | Eluréd e Elurín   | Eluréd e Elurín   | Eluréd e Elurín   | Eluréd e Elurín   | Eluréd e Elurín   | Eluréd e Elurín   |         |         |         |         |         |         |         |         |        |        |
|        |        |           |           |                              |                              |                              |                              |                              |                              | Eärendil                                 | Eärendil | Eärendil | Eärendil | Eärendil | Eärendil |                   |                   |                   |                   |                   |                   | Elwing        | Elwing        | Elwing             | Elwing             | Elwing             | Elwing             |                    |                    |              |              |              |              |           |           | Eluréd e Elurín   | Eluréd e Elurín   | Eluréd e Elurín   | Eluréd e Elurín   | Eluréd e Elurín   | Eluréd e Elurín   |         |         |         |         |         |         |         |         |        |        |
|        |        |           |           |                              |                              |                              |                              |                              |                              |                                          |          |          |          |          |          |                   |                   |                   |                   |                   |                   |               |               |                    |                    |                    |                    |                    |                    |              |              |              |              |           |           |                   |                   |                   |                   |                   |                   |         |         |         |         |         |         |         |         |        |        |
|        |        |           |           |                              |                              |                              |                              |                              |                              |                                          |          |          |          |          |          |                   |                   |                   |                   |                   |                   |               |               |                    |                    |                    |                    | Galadriel          | Galadriel          | Galadriel    | Galadriel    | Galadriel    | Galadriel    |           |           | Celeborn          | Celeborn          | Celeborn          | Celeborn          | Celeborn          | Celeborn          |         |         |         |         |         |         |         |         |        |        |
|        |        |           |           |                              |                              |                              |                              |                              |                              |                                          |          |          |          |          |          |                   |                   |                   |                   |                   |                   |               |               |                    |                    |                    |                    | Galadriel          | Galadriel          | Galadriel    | Galadriel    | Galadriel    | Galadriel    |           |           | Celeborn          | Celeborn          | Celeborn          | Celeborn          | Celeborn          | Celeborn          |         |         |         |         |         |         |         |         |        |        |
|        |        |           |           |                              |                              |                              |                              |                              |                              |                                          |          |          |          |          |          |                   |                   |                   |                   |                   |                   |               |               |                    |                    |                    |                    |                    |                    |              |              |              |              |           |           |                   |                   |                   |                   |                   |                   |         |         |         |         |         |         |         |         |        |        |
|        |        |           |           |                              |                              |                              |                              |                              |                              |                                          |          |          |          |          |          |                   |                   |                   |                   |                   |                   |               |               |                    |                    |                    |                    |                    |                    |              |              |              |              |           |           |                   |                   |                   |                   |                   |                   |         |         |         |         |         |         |         |         |        |        |
|        |        |           |           |                              |                              |                              |                              |                              |                              | Elros                                    | Elros    | Elros    | Elros    | Elros    | Elros    |                   |                   |                   |                   |                   |                   | Elrond        | Elrond        | Elrond             | Elrond             | Elrond             | Elrond             |                    |                    |              |              |              |              | Celebrían | Celebrían | Celebrían         | Celebrían         | Celebrían         | Celebrían         |                   |                   |         |         |         |         |         |         |         |         |        |        |
|        |        |           |           |                              |                              |                              |                              |                              |                              | Elros                                    | Elros    | Elros    | Elros    | Elros    | Elros    |                   |                   |                   |                   |                   |                   | Elrond        | Elrond        | Elrond             | Elrond             | Elrond             | Elrond             |                    |                    |              |              |              |              | Celebrían | Celebrían | Celebrían         | Celebrían         | Celebrían         | Celebrían         |                   |                   |         |         |         |         |         |         |         |         |        |        |
|        |        |           |           |                              |                              |                              |                              |                              |                              |                                          |          |          |          |          |          |                   |                   |                   |                   |                   |                   |               |               |                    |                    |                    |                    |                    |                    |              |              |              |              |           |           |                   |                   |                   |                   |                   |                   |         |         |         |         |         |         |         |         |        |        |
|        |        |           |           |                              |                              |                              |                              |                              |                              | 22 Reis de Númenor e Senhores de Andúnië |          |          |          |          |          |                   |                   |                   |                   |                   |                   |               |               |                    |                    |                    |                    |                    |                    |              |              |              |              |           |           |                   |                   |                   |                   |                   |                   |         |         |         |         |         |         |         |         |        |        |
|        |        |           |           |                              |                              |                              |                              |                              |                              |                                          |          |          |          |          |          |                   |                   |                   |                   |                   |                   |               |               |                    |                    |                    |                    |                    |                    |              |              |              |              |           |           |                   |                   |                   |                   |                   |                   |         |         |         |         |         |         |         |         |        |        |
|        |        |           |           |                              |                              |                              |                              |                              |                              | Elendil                                  |          |          |          |          |          |                   |                   |                   |                   |                   |                   |               |               |                    |                    |                    |                    |                    |                    |              |              |              |              |           |           |                   |                   |                   |                   |                   |                   |         |         |         |         |         |         |         |         |        |        |
|        |        |           |           |                              |                              |                              |                              |                              |                              |                                          |          |          |          |          |          |                   |                   |                   |                   |                   |                   |               |               |                    |                    |                    |                    |                    |                    |              |              |              |              |           |           |                   |                   |                   |                   |                   |                   |         |         |         |         |         |         |         |         |        |        |
|        |        |           |           |                              |                              |                              |                              |                              |                              |                                          |          |          |          |          |          |                   |                   |                   |                   |                   |                   |               |               |                    |                    |                    |                    |                    |                    |              |              |              |              |           |           |                   |                   |                   |                   |                   |                   |         |         |         |         |         |         |         |         |        |        |
|        |        |           |           | Isildur                      | Isildur                      | Isildur                      | Isildur                      | Isildur                      | Isildur                      |                                          |          |          |          |          |          | Anárion           | Anárion           | Anárion           | Anárion           | Anárion           | Anárion           |               |               |                    |                    |                    |                    |                    |                    |              |              |              |              |           |           |                   |                   |                   |                   |                   |                   |         |         |         |         |         |         |         |         |        |        |
|        |        |           |           | Isildur                      | Isildur                      | Isildur                      | Isildur                      | Isildur                      | Isildur                      |                                          |          |          |          |          |          | Anárion           | Anárion           | Anárion           | Anárion           | Anárion           | Anárion           |               |               |                    |                    |                    |                    |                    |                    |              |              |              |              |           |           |                   |                   |                   |                   |                   |                   |         |         |         |         |         |         |         |         |        |        |
|        |        |           |           | 22 Reis de Arnor e Arthedain | 22 Reis de Arnor e Arthedain | 22 Reis de Arnor e Arthedain | 22 Reis de Arnor e Arthedain | 22 Reis de Arnor e Arthedain | 22 Reis de Arnor e Arthedain |                                          |          |          |          |          |          | 27 Reis de Gondor | 27 Reis de Gondor | 27 Reis de Gondor | 27 Reis de Gondor | 27 Reis de Gondor | 27 Reis de Gondor |               |               |                    |                    |                    |                    |                    |                    |              |              |              |              |           |           |                   |                   |                   |                   |                   |                   |         |         |         |         |         |         |         |         |        |        |
|        |        |           |           | 22 Reis de Arnor e Arthedain | 22 Reis de Arnor e Arthedain | 22 Reis de Arnor e Arthedain | 22 Reis de Arnor e Arthedain | 22 Reis de Arnor e Arthedain | 22 Reis de Arnor e Arthedain |                                          |          |          |          |          |          | 27 Reis de Gondor | 27 Reis de Gondor | 27 Reis de Gondor | 27 Reis de Gondor | 27 Reis de Gondor | 27 Reis de Gondor |               |               |                    |                    |                    |                    |                    |                    |              |              |              |              |           |           |                   |                   |                   |                   |                   |                   |         |         |         |         |         |         |         |         |        |        |
|        |        |           |           | Arvedui                      | Arvedui                      | Arvedui                      | Arvedui                      | Arvedui                      | Arvedui                      |                                          |          |          |          |          |          | Fíriel            | Fíriel            | Fíriel            | Fíriel            | Fíriel            | Fíriel            |               |               |                    |                    |                    |                    |                    |                    |              |              |              |              |           |           |                   |                   |                   |                   |                   |                   |         |         |         |         |         |         |         |         |        |        |
|        |        |           |           | Arvedui                      | Arvedui                      | Arvedui                      | Arvedui                      | Arvedui                      | Arvedui                      |                                          |          |          |          |          |          | Fíriel            | Fíriel            | Fíriel            | Fíriel            | Fíriel            | Fíriel            |               |               |                    |                    |                    |                    |                    |                    |              |              |              |              |           |           |                   |                   |                   |                   |                   |                   |         |         |         |         |         |         |         |         |        |        |
|        |        |           |           |                              |                              |                              |                              |                              |                              |                                          |          |          |          |          |          |                   |                   |                   |                   |                   |                   |               |               |                    |                    |                    |                    |                    |                    |              |              |              |              |           |           |                   |                   |                   |                   |                   |                   |         |         |         |         |         |         |         |         |        |        |
|        |        |           |           |                              |                              |                              |                              |                              |                              | 15 Chefes Dúnedain                       |          |          |          |          |          |                   |                   |                   |                   |                   |                   |               |               |                    |                    |                    |                    |                    |                    |              |              |              |              |           |           |                   |                   |                   |                   |                   |                   |         |         |         |         |         |         |         |         |        |        |
|        |        |           |           |                              |                              |                              |                              |                              |                              |                                          |          |          |          |          |          |                   |                   |                   |                   |                   |                   |               |               |                    |                    |                    |                    |                    |                    |              |              |              |              |           |           |                   |                   |                   |                   |                   |                   |         |         |         |         |         |         |         |         |        |        |
|        |        |           |           |                              |                              |                              |                              |                              |                              |                                          |          |          |          |          |          |                   |                   |                   |                   |                   |                   |               |               |                    |                    |                    |                    |                    |                    |              |              |              |              |           |           |                   |                   |                   |                   |                   |                   |         |         |         |         |         |         |         |         |        |        |
|        |        |           |           |                              |                              |                              |                              |                              |                              |                                          |          |          |          |          |          |                   |                   |                   |                   |                   |                   |               |               |                    |                    |                    |                    |                    |                    |              |              |              |              |           |           |                   |                   |                   |                   |                   |                   |         |         |         |         |         |         |         |         |        |        |
|        |        |           |           |                              |                              |                              |                              |                              |                              | Aragorn                                  | Aragorn  | Aragorn  | Aragorn  | Aragorn  | Aragorn  |                   |                   |                   |                   |                   |                   |               |               |                    |                    | Arwen              | Arwen              | Arwen              | Arwen              | Arwen        | Arwen        |              |              |           |           | Elladan e Elrohir | Elladan e Elrohir | Elladan e Elrohir | Elladan e Elrohir | Elladan e Elrohir | Elladan e Elrohir |         |         |         |         |         |         |         |         |        |        |
|        |        |           |           |                              |                              |                              |                              |                              |                              | Aragorn                                  | Aragorn  | Aragorn  | Aragorn  | Aragorn  | Aragorn  |                   |                   |                   |                   |                   |                   |               |               |                    |                    | Arwen              | Arwen              | Arwen              | Arwen              | Arwen        | Arwen        |              |              |           |           | Elladan e Elrohir | Elladan e Elrohir | Elladan e Elrohir | Elladan e Elrohir | Elladan e Elrohir | Elladan e Elrohir |         |         |         |         |         |         |         |         |        |        |
|        |        |           |           |                              |                              |                              |                              |                              |                              |                                          |          |          |          |          |          |                   |                   |                   |                   |                   |                   |               |               |                    |                    |                    |                    |                    |                    |              |              |              |              |           |           |                   |                   |                   |                   |                   |                   |         |         |         |         |         |         |         |         |        |        |
|        |        |           |           |                              |                              |                              |                              |                              |                              |                                          |          |          |          |          |          |                   |                   |                   |                   |                   |                   |               |               |                    |                    |                    |                    |                    |                    |              |              |              |              |           |           |                   |                   |                   |                   |                   |                   |         |         |         |         |         |         |         |         |        |        |
|        |        |           |           |                              |                              |                              |                              |                              |                              |                                          |          | Eldarion | Eldarion | Eldarion | Eldarion | Eldarion          | Eldarion          |                   |                   |                   |                   |               |               | No mínimo 3 filhas | No mínimo 3 filhas | No mínimo 3 filhas | No mínimo 3 filhas | No mínimo 3 filhas | No mínimo 3 filhas |              |              |              |              |           |           |                   |                   |                   |                   |                   |                   |         |         |         |         |         |         |         |         |        |        |

## Conceito e criação
A história de Tuor e Idril é narrada brevemente no capítulo 23 de O Silmarillion, que descreve a queda da cidade dos Noldor, Gondolin. Uma versão inicial, escrita por volta de 1916–17, aparece em O Livro dos Contos Perdidos. O início de uma narrativa mais completa e desenvolvida, iniciada por Tolkien após concluir O Senhor dos Anéis na década de 1950, está presente em Contos Inacabados, mas não avança além do momento em que Tuor avista Gondolin pela primeira vez.
Na história original de A Queda de Gondolin, Tuor carrega um machado chamado Dramborleg, "Golpe-Afiado", que "desferia um impacto pesado como um porrete e cortava como uma espada". Textos posteriores indicam que o machado de Tuor foi preservado em Númenor como uma relíquia dos reis.

## Análise

### Tuor
Estudiosos destacam que Tuor demonstra sabedoria ao ouvir os conselhos de sua esposa, cuja característica marcante é a prudência, em contraste com líderes como  Thingol, o rei élfico de Doriath, que foi levado à ruína por sua imprudência e orgulho. Jennifer Rogers, em Tolkien Studies, observa que Christopher Tolkien introduz a história em seu livro A Queda de Gondolin de forma fluida, utilizando trechos do "Esboço da Mitologia" de 1926 e de "A Fuga dos Noldoli de Valinor", contextualizando a narrativa de Tuor no âmbito da perdição de Mandos e do Juramento de Fëanor, inserindo-a plenamente no legendarium. A estudiosa de Tolkien, Linda Greenwood, aponta que Tuor é o único Homem mortal no legendarium a receber a permissão para viver como imortal. Tolkien sugere uma explicação em uma carta, indicando que Eru Ilúvatar, o Deus único, intervém diretamente como uma exceção única, assim como no caso da adoção do destino mortal por Lúthien.

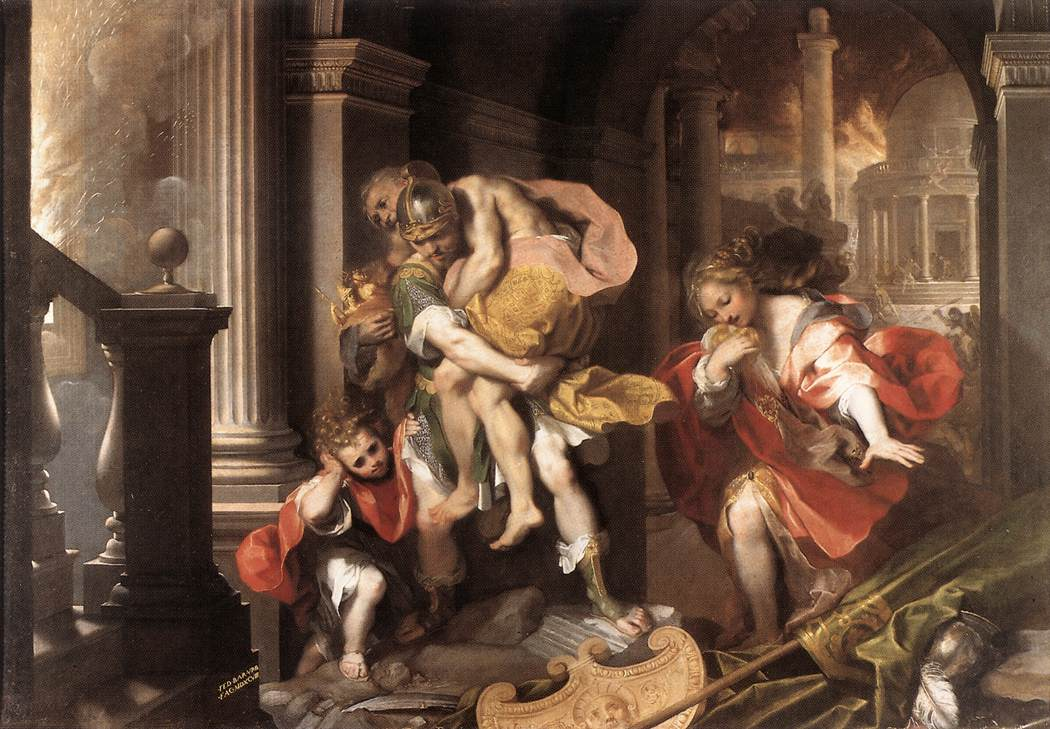
Tuor precisa fugir da destruição de uma cidade, assim como Eneias escapou da queda de Troia, conforme retratado nesta pintura de Federico Barocci, 1598.

David Greenman, em Mythlore, compara Tuor tanto aos heróis hobbits de O Senhor dos Anéis quanto a heróis clássicos:
| Era     | Heróis de Tolkien  | Ação                                                           | Análogos clássicos                               |
| ------- | ------------------ | -------------------------------------------------------------- | ------------------------------------------------ |
| Inicial | Tuor de Gondolin   | Escapa da destruição da cidade, funda algo novo em outro lugar | Eneias escapa da queda de Troia, funda Roma      |
| Tardia  | Hobbits do Condado | Retornam ao lar profanado, expurgam-no                         | Odisseu livra Ítaca dos pretendentes de Penélope |

O biógrafo de Tolkien, John Garth [en], em seu livro Os Mundos de Tolkien, descreve as colinas ventosas e sem árvores de Nevrast, onde Tuor alcança os penhascos e se torna o primeiro Homem a ver o mar no legendarium, como "perfeitamente cornualhisianas". Garth destaca que Tuor permanece ali ao pôr do sol com os braços abertos até que o Vala do mar, Ulmo, emerge da água para profetizar o nascimento de seu filho Eärendil, que acaba por se tornar a Estrela Vespertina com um Silmaril no céu. A artista alemã Jenny Dolfen [en] retratou essa cena em sua obra de 2019, "E Seu Coração Se Encheu de Anseio", como uma paisagem cornubiana, com Tuor cercado por gaivotas. Garth observa que isso implica que a Estrela Vespertina não estava no céu ocidental que Tuor via, enquanto, quando Tolkien visitou a península de Lizard [en] na Cornualha em 1914, o planeta havia nascido e se posto "exatamente a oeste", um evento raro. Semanas depois, Tolkien escreveu o primeiro poema de seu legendarium, "A Viagem de Earendel, a Estrela Vespertina".

### Idril
A estudiosa Melanie Rawls identifica Idril como uma personagem feminina com agência nas obras de Tolkien, capaz de agir após alcançar compreensão. Idril aconselha seu pai, Turgon, que "é muito masculino e precisa de uma contraparte feminina", em seu governo de Gondolin. Rawls também destaca que Idril é uma personalidade equilibrada, e que Tuor, combinando qualidades masculinas (guerreiro) e femininas (conselheiro), é um par ideal para ela. Em uma série da Reactor [en] sobre os povos da Terra Média, Megan N. Fontenot elogia a caracterização da sabedoria e paciência de Idril na história de A Queda de Gondolin. Para Fontenot, a história de Idril representa "um marco significativo na carreira de Tolkien como narrador", com ecos de várias outras personagens femininas da Terra Média.
Greenman compara e contrasta o papel de Idril na história com Cassandra e Helena de Troia, figuras femininas proeminentes em narrativas da Guerra de Troia: como a profetisa, Idril teve um pressentimento de perigo iminente, e, como Helena, sua beleza desempenhou um papel central na traição de Maeglin, que levou à queda e ruína de Gondolin. Contudo, Greenman observa que o conselho de Idril para criar uma rota de fuga secreta foi seguido por seu povo, e que ela sempre rejeitou as investidas de Maeglin, permanecendo fiel a Tuor.
Na língua fictícia de Tolkien, o Sindarin, o nome Idril é uma forma do nome em Quenya Itarillë, Itarildë ou Itaril, que significa "brilho reluzente". O epíteto Celebrindal significa "Pé-de-Prata": segundo o "Esboço da Mitologia" de 1926 (a primeira versão de O Silmarillion), ela recebeu esse nome "pela brancura de seu pé; e caminhava e dançava sempre descalça pelas alamedas brancas e gramados verdes de Gondolin". Tolkien a descreve assim nesse texto: "Muito bela e alta era ela, quase da estatura de um guerreiro, e seus cabelos eram uma fonte de ouro." Christopher Tolkien comenta que essa descrição pode ser o protótipo da de Galadriel. A narrativa está presente na forma inicial da história A Queda de Gondolin, na qual "o povo a chamava Idril dos Pés de Prata, pois andava sempre descalça e sem adornos na cabeça, embora fosse filha de rei, exceto nas celebrações dos Ainur"; ali, ela é chamada Talceleb ou Taltelepta.

## Adaptações
Tolkien suspeitava que seu amigo e colega escritor C. S. Lewis havia se inspirado em suas ideias. Ele acreditava que os personagens Tor e Tinidril, de Perelandra (também conhecido como Viagem a Vênus), publicado pela The Bodley Head [en] em 1943, apresentavam "um certo eco de Tuor e Idril". Em particular, Tolkien considerava Tinidril uma fusão de Idril e Tinúviel, uma versão inicial de sua personagem Lúthien.
Nas adaptações cinematográficas de Peter Jackson da Terra Média de Tolkien, Idril seria a proprietária original da espada Hadhafang, uma criação original da empresa de produção associada Weta Workshop. A espada é usada pelos descendentes de Idril, Elrond e Arwen, em cenas específicas das séries de filmes O Senhor dos Anéis e O Hobbit.

### J. R. R. Tolkien
1. 1 2 3 4 5 6 7 8 9  (Tolkien 1977, Cap. 23, "De Tuor e a Queda de Gondolin")
2. ↑  (Tolkien 1984b, "A Queda de Gondolin")
3. ↑  (Tolkien 1980, "De Tuor e sua Chegada a Gondolin")
4. ↑  (Tolkien 1980, "Uma Descrição de Númenor", nota 2)
5. ↑  (Carpenter 2023, #153 para Peter Hastings, setembro de 1954)
6. ↑  (Tolkien 1996, "O Shibboleth de Fëanor")
7. ↑  (Tolkien 1986, O Primeiro 'Silmarillion')

- Carpenter, Humphrey (2023). The Letters of J. R. R. Tolkien: Revised and Expanded Edition [As Cartas de J. R. R. Tolkien: Edição Revisada e Ampliada]. Nova Iorque: Harper Collins. ISBN 978-0-35-865298-4
- Tolkien, J. R. R. (1977).  Tolkien, Christopher, ed. The Silmarillion. Boston: Houghton Mifflin. ISBN 978-0-395-25730-2
- Tolkien, J. R. R. (1980).  Tolkien, Christopher, ed. Unfinished Tales [Contos Inacabados]. Boston: Houghton Mifflin. ISBN 978-0-395-29917-3
- Tolkien, J. R. R. (1984b).  Tolkien, Christopher, ed. The Book of Lost Tales [O livro de contos perdidos]. 2. Boston: Houghton Mifflin. ISBN 0-395-36614-3
- Tolkien, J. R. R. (1986).  Tolkien, Christopher, ed. The Shaping of Middle-earth [A formação da Terra Média]. Boston: Houghton Mifflin. ISBN 978-0-395-42501-5
- Tolkien, J. R. R. (1996).  Tolkien, Christopher, ed. The Peoples of Middle-earth [Os povos da Terra-média]. Boston: Houghton Mifflin. pp. 341–400. ISBN 978-0-395-82760-4